# Nachtegaal (orgel)
De Nachtegaal is een curieus orgelregister. Het is niet gestemd, maar, net als bijvoorbeeld de tremulant, een effectregister. Andere voorkomende namen voor dit register zijn: Rosignol, Rossignol, Vogelgezwitscher, Vogelgeschrey en Vogelsang.
Het principe van de Nachtegaal is dat twee of drie orgelpijpjes (meestal prestanten) ondersteboven deels worden ondergedompeld in een waterbad.
Wanneer nu lucht door de pijpjes wordt geblazen komt het water in beweging. Dit zorgt ervoor dat de geproduceerde toon begint te trillen. Dit lijkt op het fluiten van een zangvogel, bijvoorbeeld een nachtegaal.
Het gebruik van de Nachtegaal was al in de 15e eeuw bekend, maar met name in barokorgels werd het veelvuldig toegepast. Ook tegenwoordig wordt dit speelse element soms nog aan pijporgels toegevoegd.